# Thai Town
Thai Town (en français, Ville Thaï) est un secteur de Hollywood, quartier de la ville de Los Angeles, en Californie.

## Présentation
Centré autour de Hollywood Boulevard, entre Normandie Avenue et Western Avenue, Thai Town est le quartier de la communauté thaïlandaise de Los Angeles. Il contient ainsi un grand nombre de restaurants et de magasins thaïlandais, mais abrite aussi une communauté arménienne importante, si bien qu'une partie du quartier est appelée Little Armenia, ce qui fait que les frontières qui séparent les deux zones sont ambiguës.
Los Angeles possède la plus grande population de Thaïlandais en dehors de la Thaïlande après Sydney en Australie. Environ 66 % de tous les Américains d'origine thaïlandaise vivent dans cette ville. En 2002 on comptait ainsi plus de 80 000 Thaïlandais résidant à Los Angeles.